# ФК «Динамо» Москва в сезоне 1944
Сезон 1944 года — 22-й в истории футбольного клуба «Динамо» Москва.
В этом сезоне команда приняла участие в проводимых в период Великой Отечественной войны чемпионате Москвы и розыгрыше кубка СССР.

## Общая характеристика выступления команды в сезоне
Результаты данного сезона оказались откровенно провальными для команды, располагавшей подбором индивидуально очень сильных игроков, к тому же длительное время игравших вместе, и являвшейся главным претендентом на победу в любом соревновании.
Это было обусловлено целым рядом факторов: недостаточно грамотно проведенной предсезонной и текущей подготовкой, вследствие которых игроки клуба выглядели слабее большинства соперников в первую очередь физически, инициированной вышестоящим руководством сменой тренера в самом начале сезона (новый тренер Л. И. Корчебоков, по воспоминаниям футболистов, не обладал достаточной квалификацией и умением находить общий язык с футболистами) и малокомпетентными указаниями этого же руководства по выбору состава и тактики на ту или иную игру.
Все это привело к результатам, которые для команды такого уровня оказались просто катастрофическими: после упорнейшей борьбы на финише сезона команда потерпела четыре поражения подряд (впервые в истории клуба), которые отбросили «Динамо» за черту призеров в первенстве Москвы.
В кубке СССР команда выбыла уже в первом круге, уступив в гостях будущему обладателю — «Зениту».

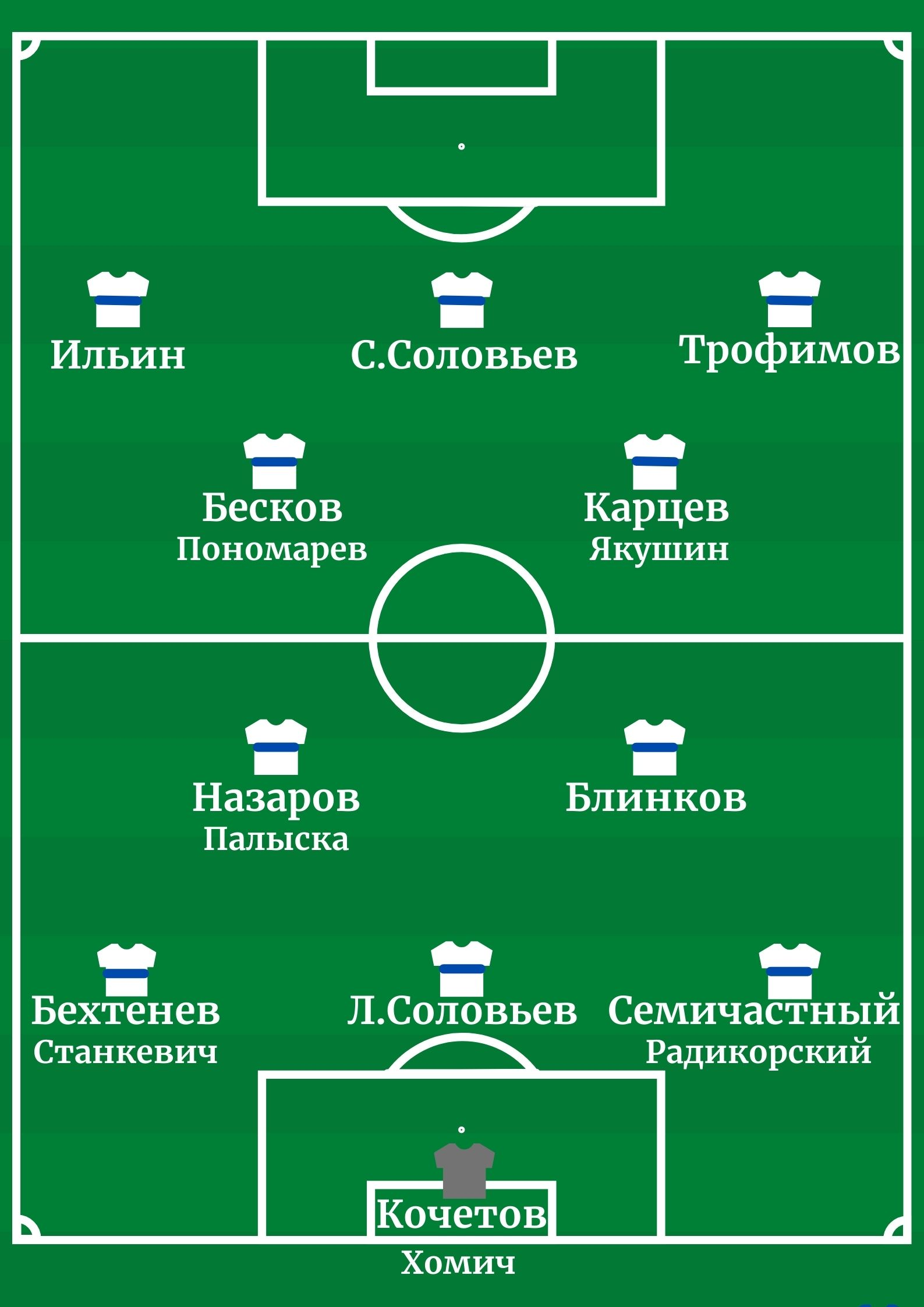

## Команда

### Состав
| Игрок                | Дата рождения    | Сезон в «Динамо» | Бывший клуб             |
| Вратари              | Вратари          | Вратари          | Вратари                 |
| -------------------- | ---------------- | ---------------- | ----------------------- |
| Борис Кочетов        | 26 августа 1914  | 4                | «Торпедо» Москва        |
| Алексей Хомич        | 14 марта 1920    | 1                | «Пищевик» Москва        |
| Николай Медведев     | 21 сентября 1918 | 5                | «Динамо» (клубная)      |
| Защитники            |                  |                  |                         |
| Михаил Семичастный   | 5 декабря 1910   | 9                | ЦДКА                    |
| Леонид Соловьев      | 22 марта 1917    | 1                | «Динамо — II»           |
| Валерий Бехтенев     | 21 декабря 1914  | 6                | «Динамо» Ростов         |
| Иван Станкевич       | 11 апреля 1914   | 5                | «Локомотив» Москва      |
| Всеволод Радикорский | 3 октября 1915   | 7                | «Динамо» (клубная)      |
| Аркадий Чернышев     | 16 марта 1914    | 9                | «Серп и Молот»          |
| Полузащитники        |                  |                  |                         |
| Всеволод Блинков     | 10 декабря 1918  | 5                | «Динамо» Новосибирск    |
| Александр Назаров    | 26 июля 1915     | 7                | «Динамо» (клубная)      |
| Алексей Пономарёв    | 15 февраля 1913  | 8                | «Динамо» (клубная)      |
| Николай Палыска      | 14 июля 1912     | 5                | «Металлург» Москва      |
| Нападающие           |                  |                  |                         |
| Василий Трофимов     | 7 января 1919    | 6                | «Динамо-ТК № 1» Болшево |
| Василий Карцев       | 9 апреля 1920    | 3                | «Локомотив» Москва      |
| Сергей Соловьев      | 9 марта 1915     | 5                | «Динамо» Ленинград      |
| Константин Бесков    | 18 ноября 1920   | 4                | «Металлург» Москва      |
| Сергей Ильин         | 2 июля 1906      | 14               | ЦДКА                    |
| Михаил Якушин        | 15 ноября 1910   | 12               | СКиГ                    |
| Николай Дементьев    | 27 июля 1915     | 5                | «Динамо» Ленинград      |

### Изменения в составе
| Поз | Игрок           | Прежний клуб     |
| --- | --------------- | ---------------- |
| В   | Алексей Хомич   | «Пищевик» Москва |
| З   | Леонид Соловьев | «Динамо — II»    |

| Поз | Игрок          | Новый клуб         |
| --- | -------------- | ------------------ |
| Н   | Василий Лотков | «Динамо» Ленинград |

## Официальные матчи

### Чемпионат Москвы
Число участников — 8. Система розыгрыша — «круговая» в два круга. Победитель — «Торпедо».
Команда «Динамо» Москва заняла 4-е место.
| 21 мая ЧМ - (183) | «Динамо» Москва                                                       | 8:0     | «Динамо - II» | Москва                                                              |
| | - Ильин 12′ 22′ 38′ 59′ - Назаров 18′ 42′ - Блинков 35′ - Палыска 80′ | (отчёт) |               | Стадион: «Динамо» (малый) Зрителей: 8 000 Судья: И.Широков (Москва) |
| «Динамо» Москва: Кочетов - Радикорский, Л.Соловьев, Станкевич - Блинков, Палыска - Трофимов, Бесков, С.Соловьев, Назаров, Ильин «Динамо - II»: Бычков - Поставнин, Никульцев, Елисеев , Пискарев, Балясов, Проворнов, Вахлаков |                                                                       |         |               |                                                                     |

| 24 мая ЧМ 1 (184) | «Динамо» Москва                            | 3:0     | «Локомотив» | Москва                                                              |
| | - С.Соловьев 2′ - Бесков 5′ - Трофимов 11′ | (отчёт) |             | Стадион: «Динамо» (малый) Зрителей: 5 000 Судья: С.Демидов (Москва) |
| «Динамо» Москва: Кочетов - Радикорский, Л.Соловьев, Станкевич - Блинков, Палыска - Трофимов, Бесков, С.Соловьев, Назаров, Ильин «Локомотив»: Маркус - П.Петров, Вик.Гуляев, Киселев - Серов, Лахонин - М.Степанов, Лысов, Чайко, Самарин, Е.Михайлов |                                            |         |             |                                                                     |

| 26 мая ЧМ 2 (185) | «Динамо» Москва | 2:2     | «Динамо - II»      | Москва                                                               |
| | - Ильин 15′ 25′ | (отчёт) | - 20′ 55′ Пискарев | Стадион: «Динамо» (малый) Зрителей: 10 000 Судья: И.Широков (Москва) |
| «Динамо» Москва: Кочетов - Радикорский, Л.Соловьев, Станкевич - Блинков, Палыска - Трофимов, Бесков, С.Соловьев, Назаров, Ильин «Динамо - II»: Бычков - Антоневич, Никульцев, Шевцов - Поставнин, Елисеев - Пискарев, Малявкин, Балясов, Проворнов, Вахлаков |                 |         |                    |                                                                      |

| 30 мая ЧМ 3 (186) | «Динамо» Москва | 1:0     | «Крылья Советов» | Москва                                                         |
| | - Блинков 26′   | (отчёт) |                  | Стадион: «Сталинец» Зрителей: 10 000 Судья: С.Демидов (Москва) |
| «Динамо» Москва: Медведев - Семичастный , Л.Соловьев, Бехтенев - Блинков, Назаров - Бесков, Карцев, С.Соловьев, Пономарев, Трофимов «Крылья Советов»: Архаров - Карелин, Котов, Мазанов - Давыдов, В.Егоров - Ратников, Алексеев, П.Дементьев, Севидов, Балаба |                 |         |                  |                                                                |

| 4 июн ЧМ 4 (187) | «Динамо» Москва | 0:1     | «Спартак»    | Москва                                                         |
| |                 | (отчёт) | - 81′ Климов | Стадион: «Сталинец» Зрителей: 34 000 Судья: Н.Латышев (Москва) |
| «Динамо» Москва: Медведев - Семичастный , Л.Соловьев, Бехтенев - Блинков, Назаров - Бесков, Карцев, С.Соловьев, Пономарев, Трофимов «Спартак»: Леонтьев - Вик. Соколов, Тучков, Вас. Соколов - Малинин, Рязанцев - Климов, Конов, В.Семенов (46' Смыслов), А.Соколов, Глазков |                 |         |              |                                                                |

| 11 июн ЧМ 5 (188) | «Динамо» Москва                                           | 4:4     | ЦДКА                                                   | Москва                                                      |
| | - Ильин 34′ - Бесков 59′ - С.Соловьев 79′ - Пономарев 81′ | (отчёт) | - 12′ Щербатенко - 19′ 35′ Николаев - 68′ А.Виноградов | Стадион: «Сталинец» Зрителей: 35 000 Судья: Э.Саар (Таллин) |
| «Динамо» Москва: Медведев (46' Кочетов) - Семичастный , Л.Соловьев, Палыска - Блинков, Трофимов - Бесков, Карцев, С.Соловьев, Дементьев, Ильин (65' Пономарев) ЦДКА: Никаноров - Базовой, Кочетков, Пинаичев - А.Виноградов, Орехов - Гринин, Николаев, Федотов , Щербатенко, Дёмин |                                                           |         |                                                        |                                                             |

| 18 июн ЧМ 6 (189) | «Динамо» Москва               | 3:2     | «Торпедо»                    | Москва                                                       |
| | - Карцев 29′ 44′ - Бесков 50′ | (отчёт) | - 2′ Г.Жарков - 19′ П.Петров | Стадион: «Динамо» Зрителей: 35 000 Судья: И.Широков (Москва) |
| «Динамо» Москва: Кочетов - Семичастный , Л.Соловьев, Бехтенев - Блинков, Палыска - Трофимов, Карцев, Бесков, Дементьев, Ильин «Торпедо»: Разумовский - Мошкаркин, Загрецкий, Ремин - Н.Ильин, Н.Морозов-II - Проворнов, Г.Жарков, Пономарев, П.Петров, В.Жарков (46' Яковлев) |                               |         |                              |                                                              |

| 25 июн ЧМ 7 (190) | «Динамо» Москва | 1:0     | «Авиаучилище» | Москва                                                       |
| | - С.Соловьев 9′ | (отчёт) |               | Стадион: «Динамо» Зрителей: 10 000 Судья: А.Щелчков (Москва) |
| «Динамо» Москва: Кочетов - Семичастный , Л.Соловьев, Бехтенев - Блинков, Назаров - Трофимов, Карцев, С.Соловьев, Бесков, Ильин «Авиаучилище»: Власенко - Чаплинский, Леонов, Афонькин - Бабкин, Цуцков - Гаврилов, Вик. Пономарев, Стриганов , Шкатулов, Орлов |                 |         |               |                                                              |

| 8 сен ЧМ 8 (191) | «Динамо» Москва                             | 3:0     | «Динамо - II» | Москва                                                       |
| | - С.Соловьев 15′ - Трофимов 28′ - Ильин 65′ | (отчёт) |               | Стадион: «Динамо» Зрителей: 10 000 Судья: И.Широков (Москва) |
| «Динамо» Москва: Кочетов - Чернышев , Л.Соловьев, Бехтенев - Блинков, Назаров - Трофимов, Карцев, С.Соловьев, Бесков, Ильин «Динамо - II»: Стеценко - Антоневич, Никульцев, Шевцов - Поставнин, Елисеев - Пискарев, Малявкин, Балясов, Проворнов, Вахлаков |                                             |         |               |                                                              |

| 14 сен ЧМ 9 (192) | «Динамо» Москва                           | 3:0     | «Локомотив» | Москва                                                      |
| | - Карцев 44′ - С.Соловьев 63′ - Ильин 82′ | (отчёт) |             | Стадион: «Динамо» Зрителей: 10 000 Судья: Н.Павлов (Москва) |
| «Динамо» Москва: Кочетов - Семичастный , Л.Соловьев, Бехтенев - Блинков, Назаров - Трофимов, Карцев, С.Соловьев, Бесков, Ильин «Локомотив»: Маркус - П.Петров, Вик. Гуляев, Киселев - Серов, Лахонин - М.Степанов, Лысов, Чайко, Самарин, Е.Михайлов |                                           |         |             |                                                             |

| 19 сен ЧМ 10 (193) | «Динамо» Москва | 0:1     | «Крылья Советов»  | Москва                                                       |
| |                 | (отчёт) | - 67′ П.Дементьев | Стадион: «Динамо» Зрителей: 10 000 Судья: Н.Латышев (Москва) |
| «Динамо» Москва: Хомич - Семичастный , Л.Соловьев, Бехтенев - Блинков, Назаров - Трофимов, Карцев, С.Соловьев, Пономарев, Ильин «Крылья Советов»: Головкин - Карелин, Котов, Мазанов - Давыдов, В.Егоров - Ратников, П.Дементьев, Алексеев, Севидов, Балаба |                 |         |                   |                                                              |

| 24 сен ЧМ 11 (194) | «Динамо» Москва | 0:1     | «Спартак»     | Москва                                                       |
| |                 | (отчёт) | - 67′ Глазков | Стадион: «Динамо» Зрителей: 40 000 Судья: И.Широков (Москва) |
| «Динамо» Москва: Хомич - Семичастный, Л.Соловьев, Бехтенев - Блинков, Назаров - Трофимов, Якушин , С.Соловьев, Бесков, Ильин «Спартак»: Леонтьев - Вик.Соколов, Тучков, Вас. Соколов - Малинин, Рязанцев - Смыслов, Тимаков, В.Семенов, А.Соколов, Глазков |                 |         |               |                                                              |

| 1 окт ЧМ 12 (195) | «Динамо» Москва | 1:3     | ЦДКА                 | Москва                                                       |
| | - Блинков 78′   | (отчёт) | - 5′ 12′ 63′ Федотов | Стадион: «Динамо» Зрителей: 40 000 Судья: Н.Латышев (Москва) |
| «Динамо» Москва: Хомич - Семичастный, Л.Соловьев, Бехтенев - Блинков, Станкевич - Трофимов, Якушин, С.Соловьев, Бесков, Ильин ЦДКА: Никаноров - Прохоров, Лясковский, Афанасьев - А.Виноградов, Щербаков - Гринин, Николаев, Федотов , Щербатенко, Дёмин |                 |         |                      |                                                              |

| 8 окт ЧМ 13 (196) | «Динамо» Москва        | 0:3     | «Торпедо»                                   | Москва                                                    |
| | - Л.Соловьев 85'(пен.) | (отчёт) | - 14′ Панфилов - 33′ Яковлев - 82′ П.Петров | Стадион: «Динамо» Зрителей: 30 000 Судья: Э.Саар (Таллин) |
| «Динамо» Москва: Хомич - Семичастный, Л.Соловьев, Станкевич - Блинков, Пономарев - Трофимов, Карцев, Якушин , Бесков, Ильин «Торпедо»: Разумовский - Мошкаркин, Загрецкий, Ремин - Н.Ильин, Н.Морозов-II - Каричев, Панфилов, В.Жарков, П.Петров, Яковлев |                        |         |                                             |                                                           |

| 15 окт ЧМ 14 (197) | «Динамо» Москва               | 2:0     | «Авиаучилище» | Москва                                                      |
| | - Якушин 28′ - С.Соловьев 55′ | (отчёт) |               | Стадион: «Динамо» Зрителей: 10 000 Судья: Н.Павлов (Москва) |
| «Динамо» Москва: Хомич - Семичастный, Л.Соловьев, Бехтенев - Блинков, Пономарев - Трофимов, Якушин , С.Соловьев, Бесков, Ильин «Авиаучилище»: Власенко - Чаплинский, Леонов, Афонькин - Бабкин, Рогозянский - Стриганов , Шкатулов, Бобров, Цуцков, Орлов |                               |         |               |                                                             |

#### Итоговая таблица
| М | Команда         | И  | В | Н | П | Мячи    | ±   | О  |
| - | --------------- | -- | - | - | - | ------- | --- | -- |
|   | «Торпедо»       | 14 | 9 | 3 | 2 | 36 − 12 | +24 | 21 |
|   | ЦДКА            | 14 | 8 | 4 | 2 | 37 − 17 | +20 | 20 |
|   | «Спартак»       | 14 | 6 | 5 | 3 | 18 − 12 | +6  | 17 |
| 4 | «Динамо» Москва | 14 | 7 | 2 | 5 | 23 − 17 | +6  | 16 |
| 5 | «Динамо - II»   | 14 | 5 | 3 | 6 | 18 − 26 | −8  | 13 |

И — игры, В — выигрыши, Н — ничьи, П — проигрыши, Мячи — забитые и пропущенные голы, ± — разница голов, О — очки

#### Движение по турам[9]
| Игра  | 1 | 2 | 3 | 4 | 5 | 6 | 7 | 8 | 9 | 10 | 11 | 12 | 13 | 14 |
| ----- | - | - | - | - | - | - | - | - | - | -- | -- | -- | -- | -- |
| Место | 4 | 2 | 2 | 3 | 3 | 3 | 3 | 2 | 1 | 2  | 3  | 4  | 4  | 4  |

### Кубок СССР
Число участников — 24. Система розыгрыша — «олимпийская». Победитель — «Зенит» Ленинград.
Команда «Динамо» Москва выбыла в первом же матче 1/16 финала турнира.
| 30 июл К 1 (10) 1/16 | «Динамо» Москва        | 1:3     | «Зенит» Ленинград                                    | Ленинград                                                 |
| | - Пшеничный 86′ (авт.) | (отчёт) | - 20′ (пен.) Бодров - 63′ Яблочкин - 75′ Левин-Коган | Стадион: «Динамо» Зрителей: 20 000 Судья: Э.Саар (Таллин) |
| «Динамо» Москва: Кочетов - Радикорский, Л.Соловьев, Бехтенев - Блинков, Назаров - Трофимов, Якушин , С.Соловьев, Пономарев, Бесков «Зенит» Ленинград: Л.Иванов - Копус, Куренков , Пшеничный - Бодров, Яблочкин - Левин-Коган, Н.Смирнов, Чучелов, А.Ларионов, Сальников |                        |         |                                                      |                                                           |

## Товарищеские матчи

#### Предсезонный тур на Кавказ
| 30 мар ТМ 1 | «Динамо» Москва | 13:0    | «Динамо» Гагры | Гагры |
|             |                 | (отчёт) |                |       |

| 5 апр ТМ 2 | «Динамо» Москва | 4:1     | «Динамо» Сухуми | Сухуми |
|            |                 | (отчёт) |                 |        |

| 6 апр ТМ 3                                                                           | «Динамо» Москва                 | 2:0     | ЦДКА | Сухуми                            |
|                                                                                      | - С.Соловьев 2Т′ - Трофимов 77′ | (отчёт) |      | Стадион: «Динамо» Зрителей: 5 000 |
| «Динамо» Москва: Кочетов - ... Трофимов, Якушин, С.Соловьев... ЦДКА: Никаноров - ... |                                 |         |      |                                   |

| 8 апр ТМ 4 | «Динамо» Москва | 2:0     | «Динамо» Сухуми | Сухуми |
|            |                 | (отчёт) |                 |        |

| 9 апр ТМ 5                   | «Динамо» Москва | 1:3     | ЦДКА    | Сухуми            |
|                              |                 | (отчёт) | - Демин | Стадион: «Динамо» |
| ЦДКА: ... Федотов, Демин ... |                 |         |         |                   |

| ? апр ТМ 6 | «Динамо» Москва | 2:2     | «Крылья Советов» Москва | Сухуми |
|            |                 | (отчёт) |                         |        |

| 23 апр ТМ 7 | «Динамо» Москва | 1:1     | «Динамо» Тбилиси | Тбилиси                                       |
| | - Карцев 44′    | (отчёт) | - 19′ Бережной   | Стадион: «Динамо» Судья: К.Краченко (Тбилиси) |
| «Динамо» Москва: ... Трофимов, Якушин, С.Соловьев, Карцев ... «Динамо» Тбилиси: Шудра - ... Пайчадзе, Бережной ... |                 |         |                  |                                               |

#### Предсезонный товарищеский матч
| 7 мая ТМ 8 | «Динамо» Москва | 1:3     | «Торпедо»                          | Москва                               |
| | - Якушин 85′    | (отчёт) | - 46′ 49′ Пономарев - 79′ Г.Жарков | Стадион: «Сталинец» Зрителей: 20 000 |
| «Динамо» Москва: Медведев - Радикорский, Семичастный , Бехтенев - Блинков, Палыска - Трофимов,Якушин, С.Соловьев, Бесков, Ильин (80' Карцев) «Торпедо»: Разумовский - Мошкаркин, Загрецкий, Рёмин - Н.Морозов-II, Н.Ильин - Проворнов, Г.Жарков, Пономарев, В.Жарков, Яковлев |                 |         |                                    |                                      |

#### Тур в Ленинград
| 2 июл ТМ 9                                                                                            | «Динамо» Москва | 1:1     | «Динамо» Ленинград | Ленинград                                  |
| | - Карцев 55′    | (отчёт) | - 30′ Сазонов      | Стадион: «Динамо» Судья: В.Павлов (Москва) |
| «Динамо» Москва: ... Якушин, Ильин, Карцев ... «Динамо» Ленинград: Набутов - ... Орешкин, Сазонов ... |                 |         |                    |                                            |

| 4 июл ТМ 10                                                                                          | «Динамо» Москва | 0:2     | «Зенит» Ленинград              | Ленинград         |
| |                 | (отчёт) | - 2′ Чучелов - 26′ Левин-Коган | Стадион: «Динамо» |
| «Динамо» Москва: Кочетов - ... Ильин, С.Соловьев ... «Зенит» Ленинград: ... Чучелов, Левин-Коган ... |                 |         |                                |                   |

#### Тур в Киев
| 16 июл ТМ 11 | «Динамо» Москва                      | 2:1     | «Динамо» Киев | Киев                                      |
|              | - Якушин 46′ - Л.Соловьев 51′ (пен.) | (отчёт) | - 27′ Серов   | Стадион: Республиканский Зрителей: 30 000 |

#### Товарищеский матч
| 16 июл ТМ 12 | «Динамо» Москва                              | 3:0     | «Динамо» Киев | Москва            |
|              | - Савдунин 1′ - Л.Соловьев 2′ (пен.) - Ильин | (отчёт) |               | Стадион: «Динамо» |

#### Тур на Кавказ
| 7 ноя ТМ 13 | «Динамо» Москва | 10:0    | «Спартак» Ереван | Ереван |
|             | - С.Соловьев    | (отчёт) |                  |        |

| 8 ноя ТМ 14 | «Динамо» Москва | 4:0     | «Динамо» Ереван | Ереван |
|             |                 | (отчёт) |                 |        |

| 12 ноя ТМ 15 | «Динамо» Москва       | 3:2     | «Динамо» Тбилиси | Тбилиси           |
|              | - С.Соловьев - Бесков | (отчёт) |                  | Стадион: «Динамо» |

## Статистика сезона

### Игроки и матчи
| Игрок                  | Чемпионат Москвы | Чемпионат Москвы | Кубок СССР      | Кубок СССР | Итого           | Итого   | ТМ              | ТМ      | Всего Чемпионат | Всего Чемпионат | Всего Кубок     | Всего Кубок | Всего           | Всего   | Всего международные матчи | Всего международные матчи |
| Игрок                  | Вышел на замену  | Гол              | Вышел на замену | Гол        | Вышел на замену | Гол     | Вышел на замену | Гол     | Вышел на замену | Гол             | Вышел на замену | Гол         | Вышел на замену | Гол     | Вышел на замену           | Гол                       |
| Вратари                | Вратари          | Вратари          | Вратари         | Вратари    | Вратари         | Вратари | Вратари         | Вратари | Вратари         | Вратари         | Вратари         | Вратари     | Вратари         | Вратари | Вратари                   | Вратари                   |
| ---------------------- | ---------------- | ---------------- | --------------- | ---------- | --------------- | ------- | --------------- | ------- | --------------- | --------------- | --------------- | ----------- | --------------- | ------- | ------------------------- | ------------------------- |
| Борис Кочетов          | 8                | (-5)             | 1               | (-3)       | 9               | (-8)    | 2               | (-2)    | 10              | (-12)           | 1               | (-3)        | 50              | (-44)   |                           |                           |
| Алексей Хомич          | 5                | (-8)             |                 |            | 5               | (-8)    |                 |         |                 |                 |                 |             | 5               | (-8)    |                           |                           |
| Николай Медведев       | 3                | (-4)             |                 |            | 3               | (-4)    | 1               | (-3)    | 7               | (-13)           |                 |             | 24              | (-33)   |                           |                           |
| Защитники              |                  |                  |                 |            |                 |         |                 |         |                 |                 |                 |             |                 |         |                           |                           |
| Михаил Семичастный (7) | 11               |                  |                 |            | 11              |         | 1               |         | 97              | 52              | 8               | 7           | 139             | 79      | 4                         | 4                         |
| Леонид Соловьев        | 15               |                  | 1               |            | 16              |         | 2               | 2       |                 |                 | 1               |             | 16              |         |                           |                           |
| Валерий Бехтенев       | 10               |                  | 1               |            | 11              |         | 1               |         | 15              | 2               | 1               |             | 47              | 6       |                           |                           |
| Иван Станкевич (4)     | 5                |                  |                 |            | 5               |         |                 |         | 23              |                 |                 |             | 60              |         | 1                         |                           |
| Всеволод Радикорский   | 3                |                  | 1               |            | 4               |         | 1               |         | 66              |                 | 3               |             | 118             |         | 1                         |                           |
| Аркадий Чернышев (1)   | 1                |                  |                 |            | 1               |         |                 |         | 84              | 1               | 7               |             | 140             | 1       | 3                         |                           |
| Полузащитники          |                  |                  |                 |            |                 |         |                 |         |                 |                 |                 |             |                 |         |                           |                           |
| Всеволод Блинков       | 15               | 3                | 1               |            | 16              | 3       | 1               |         | 18              |                 | 1               |             | 81              | 6       |                           |                           |
| Александр Назаров      | 10               | 2                | 1               |            | 11              | 2       |                 |         | 33              | 17              | 1               |             | 63              | 35      |                           |                           |
| Алексей Пономарёв      | 6                | 1                | 1               |            | 7               | 1       |                 |         | 34              | 17              | 8               | 4           | 53              | 24      | 1                         |                           |
| Николай Палыска        | 5                | 1                |                 |            | 5               | 1       | 1               |         | 26              | 4               |                 |             | 56              | 7       | 1                         |                           |
| Нападающие             |                  |                  |                 |            |                 |         |                 |         |                 |                 |                 |             |                 |         |                           |                           |
| Василий Трофимов       | 15               | 2                | 1               |            | 16              | 2       | 3               | 1       | 29              | 5               | 1               |             | 74              | 20      |                           |                           |
| Василий Карцев         | 9                | 3                |                 |            | 9               | 3       | 3               | 2       |                 |                 |                 |             | 26              | 19      |                           |                           |
| Сергей Соловьев        | 13               | 6                | 1               |            | 14              | 6       | 5               | 7       | 34              | 28              | 1               |             | 84              | 100     | 1                         |                           |
| Константин Бесков      | 14               | 3                | 1               |            | 15              | 3       | 1               |         | 8               | 3               | 1               |             | 46              | 27      |                           |                           |
| Сергей Ильин           | 13               | 9                |                 |            | 13              | 9       | 4               | 1       | 104             | 49              | 9               | 9           | 218             | 144     | 4                         | 2                         |
| Михаил Якушин (4)      | 4                | 1                | 1               |            | 5               | 1       | 5               | 2       | 95              | 44              | 10              | 2           | 168             | 80      | 4                         | 3                         |
| Николай Дементьев      | 2                |                  |                 |            | 2               |         |                 |         | 27              | 18              |                 |             | 57              | 58      | 1                         | 1                         |

### Личные достижения
Динамовцы в списке 33 лучших футболистов
| Турнир            | Игрок         | Вышел на замену | Игрок              | Гол |
| ----------------- | ------------- | --------------- | ------------------ | --- |
| Сезоны в клубе    | Сергей Ильин  | 14              |                    |     |
| Официальные матчи | Сергей Ильин  | 218             | Сергей Ильин       | 144 |
| Чемпионат         | Сергей Ильин  | 104             | Михаил Семичастный | 52  |
| Кубок             | Михаил Якушин | 10              | Сергей Ильин       | 9   |

Достижения в сезоне

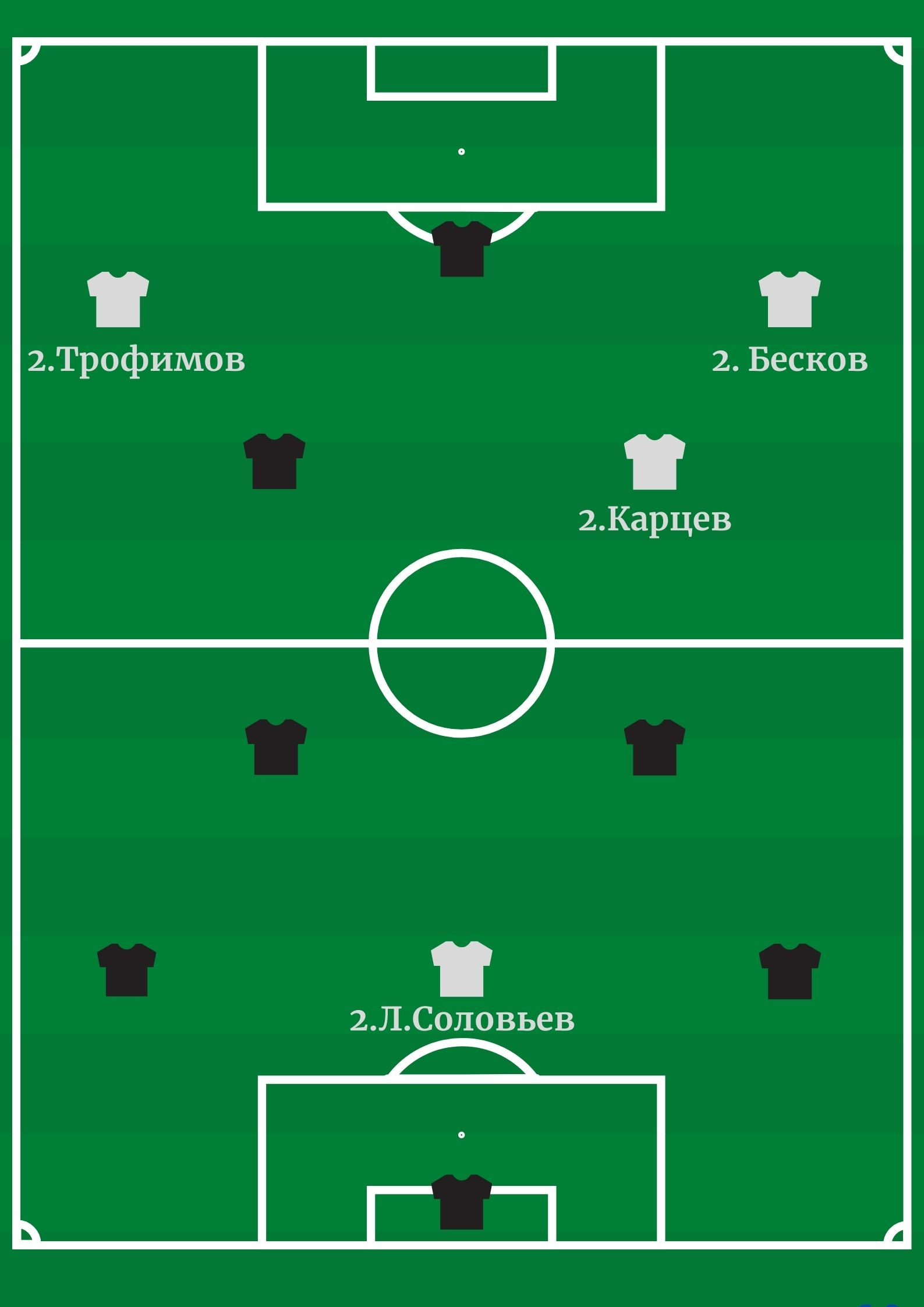

- Сергей Ильин первым сыграл в 14-м сезоне за «Динамо»
- Сергей Соловьев забил 100-й гол в официальных матчах за «Динамо»